# Strombodingwasserfall
Strombodingwasserfall är ett vattenfall i Österrike.   Det ligger i förbundslandet Oberösterreich, i den centrala delen av landet, 170 km väster om huvudstaden Wien. Strombodingwasserfall ligger 860 meter över havet.
Terrängen runt Strombodingwasserfall är bergig åt sydväst, men åt nordost är den kuperad. Närmaste större samhälle är Liezen, 17,1 km söder om Strombodingwasserfall. 
I omgivningarna runt Strombodingwasserfall växer i huvudsak blandskog. Runt Strombodingwasserfall är det ganska glesbefolkat, med 45 invånare per kvadratkilometer.